# Деспотовица
Деспотовица је река у централној Србији. Површина њеног слива износи 220 км², дужина тока је 24 км, а просечан проток на ушћу је 0,5 m³/s.

## Ток
Извире на јужним падинама планине Рудник, под именом Рудничка река и тече ка југу. Код села Мајдан се ова река спаја с Мајданском реком и одатле добија назив Деспотовица. Ту се истовремено завршава њен горњи, а почиње средњи ток који има све карактеристике равничарске реке.
Доњи ток почиње после Горњег Милановца, где река тече између Вујна и Илијака, стварајући лепу, живописну клисуру између Горњег Милановца и Брђана.
У изворишном делу долина је узана и дубока, средњи ток јој је у Горњомилановачкој котлини, а доњим током се пробија кроз Брђанску клисуру, усечену у серпентинској маси Вујна и Илијака. По изласку из клисуре улива се у селу Брђани у Дичину (са леве стране), а ова преко Чемернице у Западну Мораву и припада црноморском сливу.

## Назив
Сматра се да је названа по средњовековним српским деспотима, који су на Руднику имали своје ковнице новца, а неки аутори наводе да је име добила баш по деспоту Ђурђу Бранковићу, који је сахрањен у Кривој Реци.
- Деспотовица у Брђанској клисури
- Деспотовица током великих поплава 2014.
- Деспотовица током великих поплава 2014.
- Деспотовица током великих поплава 2014.
- Деспотовица током великих поплава 2014.